# Grand-Place
Grand-Place, även Grand'Place (uttal: /gʁɑ̃.plas/, 'stora torget') eller Grote Markt ('stora marknadsplatsen') är ett torg i Belgiens huvudstad Bryssel. Det anlades under senmedeltiden.
Vid torget finns bland annat Bryssels stadshus, uppfört åren 1402–1455, och ett flertal rikt utsmyckade gilles- och patricierpalats från sent 1600-tal.

## Ett världsarv
Grand-Place och byggnaderna kring torget upptogs på Unescos världsarvslista 1998.

## Urval av byggnader kring torget
- Bryssels stadshus, huvudsakligen uppfört under 1400-talet
- Maison du Roi eller "Broodhuis", uppfört i sengotisk stil 1873–1887, inrymmer bland annat stadsmuseet
- Le Cygne
- L'Arbre d'Or
- Maison des Ducs de Brabant
- Chokladmuseet